# サファイア リボンの騎士
『サファイア リボンの騎士』（サファイア リボンのきし）は、原作・手塚治虫、脚本・高橋ナツコ、作画・花森ぴんくによる日本の漫画作品。

## 作品概要
講談社の漫画雑誌『なかよし』にて2008年5月号から2009年7月号まで連載し、増刊『なかよしラブリー』2009年7月発売号に「完結編」が掲載された。
連載開始時には「『なかよし』創刊55周年カウントダウン企画第1弾」・「手塚治虫生誕80周年記念企画」と銘打たれ、新聞記事やテレビ番組でも取り上げられた。
手塚治虫の漫画『リボンの騎士』のリメイク作だが、『美少女戦士セーラームーン』や『東京ミュウミュウ』シリーズのような、変身バトルヒロイン物の要素を兼ね備えたものとなっており、現代の社会事情や雑誌購読層の嗜好にマッチするよう、様々な設定の改変がなされた。また、舞台についてはシルバーランドという架空の国だけでなく、近未来の東京も加わっており、物語の終盤を除いてはむしろ東京が主な舞台となっていた。
本作は単なるリメイクではなく続編としての構想を持って作られており、主人公は原作の主人公初代サファイアの子孫という設定になっている。一方で、前作・原作となる『リボンの騎士』や、その関連作である『双子の騎士』とは作風が大幅に変えられている点もある。
なお、以上の事情から当記事内で「サファイア」の名を用いた際、原作である『リボンの騎士』の主人公であるサファイアと、当作の主人公との判別が紛らわしいため、基本的に当記事内においては単に「サファイア」とした場合は当作の主人公を指すこととし、『リボンの騎士』の主人公であるサファイアに関しては「初代サファイア」と表記する。

## 登場人物
サファイア
本作の主人公。東京の私立中学に通う少女。シルバーランドという国の王女だったが、内紛に巻き込まれて3人の侍従と共に日本に亡命、日本人・藍音サファイアとして生活していた。なお国王夫妻は内紛により死亡している。その後、14歳の誕生日にリボンの騎士としての力が覚醒、「プリンセスナイト・リボンの騎士」に変身できるようになり、シルバーランド復興のために戦い始める。
掟により王位は男子にしか継承されないため、シルバーランド王家の人間として行動し、リボンの騎士としての力が発動している時には、王子として振舞わねばならない。
王家の証として所有する「王家の宝玉（プレシャス）」を、敵であるジュラルミン大公たちに狙われている。
フランツ・チャーミング
サファイアの上級生。彼女より1学年上で、その正体は闇の手によって滅ぼされた国家・ゴールドランドの王子。祖国復興をかけて闇と戦う宿命にあり、闇の支配下にあるシルバーランド＝悪しき闇だと思い込む。そのためシルバーランドの王子であるリボンの騎士に激しい敵愾心を燃やしていた。
彼もまた王家の証として宝玉を持ち、その力によって「シュヴァリエ・エスメラダ（エメラルドの騎士）フランツ」に変身できる。
ガリゴリ
サファイアが通う私立中学の校長。実はシルバーランドの王室に仕えていた侍従であり、校長は世を忍ぶ仮の姿である。内紛に巻き込まれた際、まだ乳児だったサファイアと、2人の若い侍従、ウラナール（男性）、アソーヌ（女性）と共に日本に亡命した。
チンク
サファイアが身につけているペンダントに潜む妖精。ピーターパンを縮めたかのような外見の持ち主。サファイアのことを「王子」と呼ぶ。彼女の中に眠っていた、リボンの騎士としての力を覚醒させてしまう。
ヘケート
ヘル夫人が「王家の宝玉」を奪い取るために、サファイアのもとに送り込んだ人造物。容姿は人間の少女そのもので、サファイアのクラスに「白綺ヘケート（しらきヘケート）」と名乗って転入。人形のような美貌で、瞬く間にクラスの人気者となる。事ある毎にサファイアにつきまとい、彼女と親しくなる。
瑠璃（るり）
サファイアの友人でクラスメイト。ツインテールが特徴。
真珠（まじゅ）
サファイアの友人でクラスメイト。ロングヘアが特徴。
ジュラルミン大公
シルバーランドの王権を狙い、悪しき闇と手を結んだ反逆者。サファイアの持つ「王家の宝玉」を狙う。
ナイロン
ジュラルミンの腹心。闇の面々との連絡係を担う。
ヘル夫人
ジュラルミン一派と手を組む闇の魔女。『闇の使い魔（ファセット・コール）』と呼ばれる悪魔を呼び出し、サファイアたちを襲わせていたが、サファイアに自邸を襲撃され殺された。
ソーマ
ジュラルミンの息子。ヘル夫人亡き後のヘケートの保護者的存在。

## 書誌情報
- 原作・手塚治虫、脚本・高橋ナツコ、作画・花森ぴんく 『サファイア リボンの騎士』 講談社 〈KCデラックス〉 全4巻[1]
  1. 2008年9月5日発行、ISBN 978-4-06-375553-4
  2. 2009年1月13日発行、ISBN 978-4-06-375643-2
  3. 2009年4月28日発行、ISBN 978-4-06-375702-6
  4. 2009年9月4日発行、ISBN 978-4-06-375782-8